# Cabussó canós
El cabussó canós (Poliocephalus poliocephalus) és una espècie d'ocell de la família dels Podicipèdids (Podicipedidae) que habita pantans, llacs i estuaris d'Austràlia, Tasmània i l'Illa del Sud de Nova Zelanda.